# Nove (gioco di carte)
Il Nove è un gioco di carte italiano poco conosciuto che si classifica fra i giochi d'azzardo, è simile al sette e mezzo nello svolgimento e nella conta del punteggio è simile al Baccarà.
Per giocare si usa un mazzo di quaranta carte da gioco che possono essere napoletane, regionali italiane o francesi (da queste ultime, vanno tolte le figure J, Q e K). Nel mazzo ci sono, quindi, per ogni seme 10 carte, le prime 7 hanno punteggio corrispondente al proprio numero, le ultime 3 valgono ordinatamente 1, 2 e 3 punti
Il numero ideale di giocatori è di 4-6, ma si può giocare già con 2 giocatori fino ad un massimo di 10-12. Uno dei giocatori è deputato alla funzione di mazziere e di banco. Il ruolo del mazziere non è comunque fisso, ma cambia durante il gioco. Tutti gli altri giocatori non competono fra di loro ma esclusivamente contro il mazziere di turno.
Esiste una variante che prevede l'uso di due mazzi di carte francesi dove pero si escludono gli 8, i 9, i 10, i J, le Q e i K. ottenendo un mazzo di 56 carte che possono assumere valori che vanno da 1 a 7.

## Regole

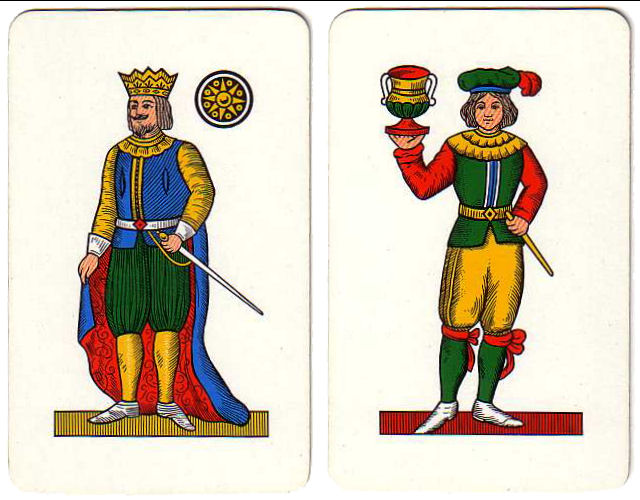
Punteggio corrispondente a 2

Lo scopo del gioco è quello di realizzare il punteggio più alto possibile, cioè 9.
Il mazziere deve cercare di eguagliare o superare il punteggio del maggior numero possibile di giocatori.
Il mazziere riscuote la somma puntata da tutti i giocatori che totalizzano un punteggio inferiore o uguale al suo, e paga l'equivalente della puntata ai giocatori che superano il suo punteggio.
Il punteggio di ciascun giocatore si calcola sommando i punti di tutte le carte che possiede e sottraendo le decine,
poniamo il caso che la somma totale sia 17, il punteggio è 7, se la somma totale è 10 il punteggio è 0.
- Le carte dall'asso al 7 valgono tanti punti quanto è il loro valore numerico. L'asso vale 1 punto, il 2 vale 2 punti, ecc.
- La donna vale 1 punto, il cavallo vale 2 punti e il re vale 3 punti (se le carte sono francesi l'8 vale 1 punto, il 9 vale 2 punti, il 10 vale 3 punti).

## Svolgimento
Prima di iniziare si sorteggia quale dei giocatori farà il mazziere nella prima mano.
All'inizio della mano il mazziere distribuisce una carta a sé, e una carta coperta a ciascun giocatore; il gioco inizia, quindi, dal giocatore seduto alla destra del mazziere e procede in senso antiorario.
A turno, ciascun giocatore effettua le seguenti operazioni:
- Guarda la propria carta.
- Effettua la puntata ponendo la somma corrispondente sopra la carta coperta o davanti a sé.
- Se lo vuole, può richiedere altre carte per migliorare il proprio punteggio (che va calcolato seguendo la regola sopra indicata). Tutte le carte successive alla prima vengono date scoperte una per volta, fino a quando il giocatore continua a richiederne (massimo 4 carte aggiuntive).
- Se un giocatore realizza 9 deve farlo notare immediatamente scoprendo anche la prima carta ricevuta.

Finite le operazioni dei giocatori, il mazziere deve decidere se il suo punteggio è sufficiente o se vuole altre carte, per arrivare ad avere al massimo 5 carte, quando il mazziere dichiara chiuso il punteggio, lo confronta a quello di ciascun giocatore e secondo le regole sopra dettate riscuote oppure paga la somma puntata dal giocatore.
Il mazziere cede il mazzo al giocatore a destra dopo 5 giri o se realizza 0 come punteggio.

## Nei media
In una delle scene più celebri del film Il piccolo diavolo, il protagonista Roberto Benigni gioca a Nove in un casinò, totalizzando ripetutamente il punteggio massimo.